# Casa di Isauro Martínez
La Casa di Isauro Martínez (in spagnolo Casa de Isauro Martínez) è un edificio storico ubicato nella città di Torreón, nella colonia Costancia, nello stato di Coahuila, in Messico.

## Storia

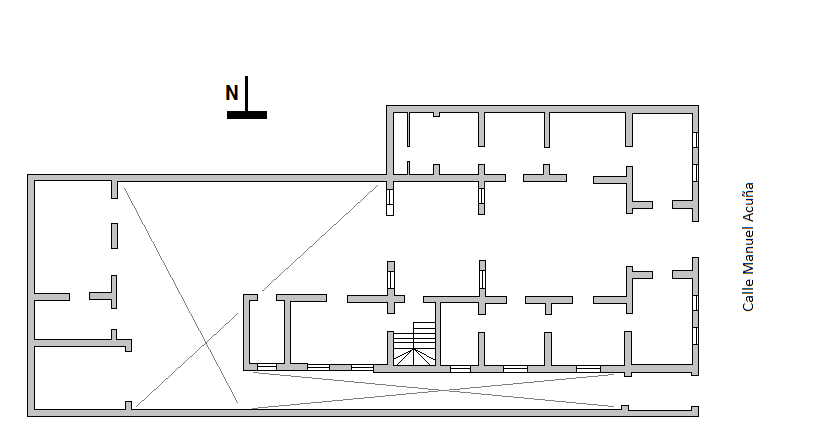
Pianta del piano terra

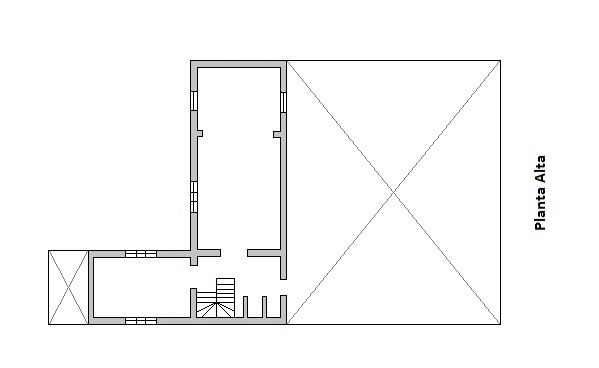
Pianta del primo piano

Nel 1898, l'uomo d'affari Isauro Martínez, originario di Zacatecas, decise di stabilirsi nella città di Torreón, appena fondata, per avventurarsi nel mondo del teatro e del cinema. (Martínez avrebbe poi fondato il Teatro Isauro Martínez, tutt'oggi esistente). Intorno al 1923 affidò al capomastro Abel Blas Cortinas la costruzione di quella che sarebbe stata la sua residenza. Per la sua costruzione sono stati utilizzati materiali provenienti dalla regione, come una cava di Durango e dei mattoni rossi, mentre la pietra del Cerro de las Noas è stata utilizzata per costruire la decorazione alla base esterna della casa. In origine la casa aveva pavimenti a mosaico, una sala eventi e una cantina per conservare vini e cibo. Alla morte di Isauro Martínez nel 1956, la casa fu venduta ed ebbe vari usi, come un'impresa di pompe funebri e la sede di un giornale, poi fu abbandonata e rischiò di essere demolita fino a quando nel 1991 fu acquistata dal comune di Torreón per ospitare l'archivio storico del comune. Solo nell'aprile 2018, l'Istituto Nazionale di Antropologia e Storia ha concesso il permesso per il restauro della casa. Il progetto è stato realizzato con l'obiettivo di recuperare gli elementi architettonici e i dettagli storici della casa sulla base delle fotografie del primo decennio della sua costruzione, i lavori sono iniziati nell'agosto dello stesso anno e sono consistiti nella pulizia della facciata e dei mattoni, dei dettagli e delle modanature che tutt'oggi la compongono. Sulla base delle vecchie fotografie della casa, sono state realizzate repliche delle finestre e della porta in legno che la casa aveva al momento della sua costruzione e sono stati riprodotti anche il design e la smussatura del vetro originale. È stata costruita con uno stile eclettico.

## Attualità
Attualmente, la casa di Isauro Martínez è utilizzata dal comune di Torreón, come archivio storico Comunale ridenominato "Centro Historico Eduardo Guerra". Oggi questo spazio viene anche utilizzato per tenere conferenze sulla storia di Torreón ha una capacità di 80 persone. L'Archivio ospita anche le sculture originali donate alla Plaza de Armas nel 1902 dalla colonia tedesca: La Sirena, Il Tritone, El Heraldo e Los Querubines, che vennero restaurate da Vladimir Alvarado, lo stesso scultore che realizzò El Campesino e Il Cristo de las Noas. Per evitare danni, nella piazza sono state collocate delle repliche.